# Жидкокристаллический проектор

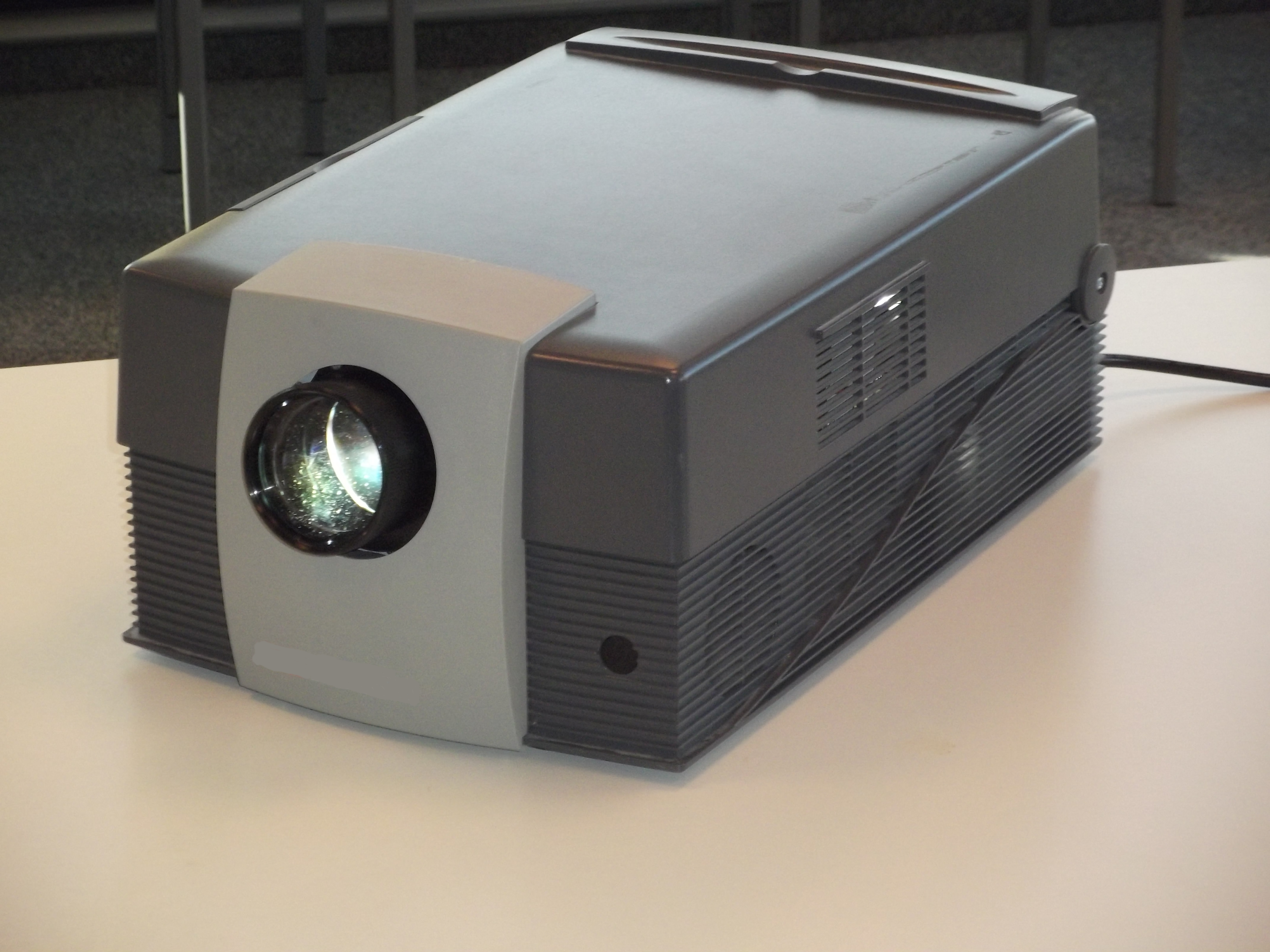
Жидкокристаллический проектор

Жидкокристаллический проектор — устройство, проецирующее на экран изображение, созданное одной или несколькими жидкокристаллическими матрицами.
Механической основой LCD (матрица на жидких кристаллах — англ. liquid crystal display — LCD) и reflective LCD-проекторов является твердотельная стеклянная подложка с нанесенной на неё системой управления слоем структурированного жидкого кристалла. Поэтому и LCD- и reflective LCD — проекторы дают изображение стабильное по геометрии и другим параметрам. При эксплуатации в зависимости от сюжета изображения иногда требуется только подстройка яркости и контраста изображения.
Трёхматричные LCD проекторы (3LCD) могут дополнительно иметь точную подстройку сведения цвета, компенсирующую неточность изготовления крепления матриц и зеркал. Автором и собственником этой технологии является Seiko Epson.
При модуляции света LCD модулятором используется принцип управления поворотом поляризации в ячейке жидкого кристалла, соответствующей каждому пикселю. Поляризационные потери света, поглощение в прозрачных элементах матрицы, перекрывание части светового потока проводниками, проводящими управляющие сигналы к ячейкам, и самими управляющими элементами диодами или транзисторами приводят к тому, что через модулятор света проходит от 3 до 7 % общего светового потока. У современных моделей данный показатель сведен к минимуму. Световой поток у LCD-проекторов составляет от 50 до 30 000 лм ANSI. Его можно увеличить, используя несколько проекторов, наложив проецированное изображение друг на друга. Таким образом можно достичь яркости более чем 60 000 ANSI люмен  (ANSI люмен — единица измерения величины светового потока проекторов по методике, разработанной Американским национальным институтом стандартов. Согласно этой методике в девяти точках контрольного экрана определяют освещенность и усредненную величину освещенности умножают на площадь экрана).
Помимо яркости по белому свету, также измеряют цветовую яркость (международный стандарт IDMS 15.4. Intertek. Lumita) . У 3LCD проекторов яркость по белому цвету и цветовая яркость имеют одинаковую величину, в отличие от одноматричных DLP проекторов, поскольку поток света, разделенный дихроичными зеркалами на 3 составляющих цвета, проецируется на экран одновременно. Благодаря этому у зрителей не возникают дискомфорт и головные боли даже при длительном просмотре, также у изображения отсутствует так называемый "эффект радуги", который неизбежно возникает у одночиповых DLP проекторов.
В традиционном варианте реализации 3LCD свет от источника падает на зеркала, установленные в оптическом блоке проектора. Эти дихроичные зеркала (фильтры) пропускают свет только одного из цветов (свет в определённом спектре) и отражают оставшуюся часть света. Проходя через систему из двух таких зеркал, весь поток белого света разделяется на три основных его составляющих — красный, зелёный и синий (R, G, B). Затем каждый из цветов попадает на соответствующую ему LCD-матрицу. LCD матрицы — монохромные (то есть формируют черно-белое изображение). Три LCD-матрицы закрываются и открываются (каждый пиксель в отдельности), тем самым пропуская либо не пропуская свет (либо пропуская его частично). Поскольку на каждую матрицу подается цветной пучок света, то на выходе получается черно-красное, черно-зеленое и черно-синее изображение. Они объединяются в полноцветное изображение в призме, на которой установлены все три матрицы, после чего результирующее изображение передается далее в оптическую систему и объектив и в итоге попадает на экран.
Благодаря такому удачному инженерному решению проекторы с технологией 3LCD находятся на вершине списка из всех технологий проецирования, удерживая 1-е место по кол-ву продаваемых проекторов в мире с 2001 года.
Разные модели Reflective LCD-проекторов работают с использованием либо эффекта поляризации, либо управления поглощением света от внешнего света. Первые по эффективности не отличаются от LCD-проекторов. Вторые технологически достигли в 1,2-1,4 раза более высокой эффективности, хотя в перспективе принципиально они должны быть в 4-6 раз более эффективными чем LCD-проекторы, использующие эффект поляризации и должны превышать по эффективности DLP-проекторы.
Следует заметить, что источником света в LCD проекторах может являться как ртутная лампа, так и LED или лазерный диод, и это не делает этот проектор светодиодным или лазерным.